# Цибко Олексій Олександрович
Олексі́й Олекса́ндрович Цибко́ (19 березня 1967 , Сміла, Черкаська область  — 31 березня 2022 , Бучанський район, Київська область ) — український політик, громадський діяч, спортсмен, військовик. Учасник російсько-української війни, що загинув у ході російського вторгнення в Україну у 2022 році.

## Життєпис
Народився 19 березня 1967 року в м. Сміла Черкаської області.
Закінчив Львівський державний університет фізичної культури імені Івана Боберського та факультет міжнародного права Львівського державного університету.
Балотувався до складу народних депутатів України:
- 8-го скликання у 2014 році від політичної партії «Громадянський рух України» (№ 22 у списку);
- 9-го скликання у 2019 році, самовисування по 198 виборчому округу.

Міський голова Сміли протягом 29 жовтня 2015 — 1 березня 2017.
Майстер спорту СРСР з метання диска. Був капітаном збірної України з регбі та президентом Федерації регбі України (2003—2005).
Учасник Помаранчевої Революції та Революції Гідності. З перших днів нападу Російської Федерації на Україну 2014 року доброволець АТО.
З перших днів брав участь у військових діях під час вторгнення Російської Федерації до України у 2022 році. Служив сержантом спецпідрозділу Головного управління розвідки Міністерства оборони України.
Загинув 31 березня 2022 року в бою під Бучею. Похований на Байковому кладовищі.

## Нагороди
- Почесний громадянин Сміли (2022)[10]